# So ist das Leben! Die Wagenfelds
So ist das Leben! Die Wagenfelds ist eine deutsche Seifenoper, die in den Jahren 1995 und 1996 bei Sat.1 ausgestrahlt wurde. Die Serie war der erste, aber erfolglose Versuch einer Daily Soap des Privatsenders.

## Hintergrund
So ist das Leben! Die Wagenfelds war eine Auftragsproduktion von Sat.1. Ausführende Produktionsfirma war die Bavaria Film GmbH in Zusammenarbeit mit der IdunaFilm GmbH, gedreht wurde in den Studios der Bavaria Film in Grünwald bei München. Die Außenkulisse des Gasthauses Zum Schwarzen Hahn besteht heute noch, allerdings wurde der Innenraum vollständig umgebaut.
Nach dem Start im Oktober 1995 und der Ausstrahlung von 126 Folgen wurde die Serie im Februar 1996 wegen zu schlechter Quoten mitten in der Handlung eingestellt, über 40 bereits abgedrehte Folgen wurden nicht mehr ausgestrahlt. Auch der Versuch einer Wiederholung im Jahre 1999 blieb erfolglos.
Im März 2006 wiederholte Sat.1 die Serie erneut am Vormittag. Nach nur wenigen Folgen wurde die Serie wieder abgesetzt.

## Handlung
Die Serie dreht sich um die aus Hamburg stammende Familie Wagenfeld. Katharina Wagenfeld zieht mit ihren drei Kindern von Hamburg nach Rosenburg in Bayern, nachdem ihr Mann fremdgegangen ist. In Rosenburg soll sie den heruntergekommenen Gasthof ihrer kranken Tante übernehmen, diese Aufgabe erweist sich jedoch als schwieriger als erwartet. Doch Katharina gibt nicht auf und versucht, sich und ihren Kindern mit dem Schwarzen Hahn eine neue Existenz aufzubauen.

## Besetzung
| Schauspieler     | Rollenname                           | Einstieg  | Ausstieg  |
| ---------------- | ------------------------------------ | --------- | --------- |
| Sabine Bach      | Katharina Wagenfeld                  |           |           |
| Ludwig Dornauer  | Hans Bernauer                        | Folge 4   |           |
| Gerd Eichen      | Franz-Xaver Sailer † Matthias Sailer | Folge 14  | Folge 4 - |
| Martin Falk      | Georg Sailer                         |           |           |
| Josef Fröhlich   | Anton Reitmeyer                      |           |           |
| Britta Gartner   | Sandra Bischoff                      | Folge 100 |           |
| Maximilian Grill | Daniel „Danny“ Wagenfeld             |           |           |
| Ruth Grossi      | Käthe Huber                          |           |           |
| Vanessa Jung     | Lena Wagenfeld                       |           |           |
| Wolfgang Krewe   | Johannes Wagenfeld                   |           |           |
| Lara Lamberti    | Nadja Engel                          | Folge 4   |           |
| Antonio di Mauro | Fabio Conti                          | Folge 2   |           |
| Peter Musäus     | Max Sailer                           | Folge 2   |           |
| Wolfgang Ober    | Harry Lindinger                      | Folge 8   |           |
| Sabine Petzl     | Anna Ohlbaum                         |           |           |
| Katharina Raspe  | Lucia „Luzi“ Conti                   |           |           |
| Bina Schröer     | Maximiliane „Nane“ Sailer            | Folge 6   |           |
| Carol Seyboth    | Trixi Sailer                         |           |           |
| Julia Thurnau    | Marita Röders-Stiglmair              | Folge 67  |           |
| Nick Wilder      | Stefan Wagenfeld                     |           |           |

Einstieg bei Personen ohne Nennung ist Folge 1.